# Someday (I Will Understand)
Someday (I Will Understand) è una ballata pop della cantante statunitense Britney Spears, estratta come singolo dall'EP Someday (I Will Understand) (EP) il 21 agosto del 2005.
Una versione remixata della canzone fu inclusa nella raccolta di remix B in the Mix: The Remixes. Il singolo ha raggiunto le prime posizioni di paesi come Danimarca, Svezia e Svizzera e diversi paesi europei.

## Storia
La Spears compose Someday (I Will Understand) al piano di casa sua due settimane prima di scoprire di essere incinta del suo primo figlio, Sean Preston. Spiegò che la canzone fu "come una profezia... Quando si aspetta un bambino, si è in grado di farlo". Il brano è stato prodotto da Guy Sigsworth, che aveva già lavorato con la Spears per il singolo  Everytime del 2004. "Hi Bias Signature Radio Remix" è la rivisitazione del brano inclusa nella compilation del 2005 B in the Mix: The Remixes.

## Il video
Il video musicale per Someday (I Will Understand) è stato diretto da Michael Haussman. La Spears commentò che "ha fatto un grande lavoro catturando essenza ed emozione della canzone" e aggiunse che il video è completamente diverso da tutti i video da lei girati fino a quel momento. È girato interamente in bianco e nero. La Spears commentò che la sua vita aveva compiuto un ciclo e questo implicava cambiamenti nella sua anima e nel suo corpo, come è mostrato nel video.
La clip fu presentata il 14 giugno 2005 dopo il quinto ed ultimo episodio del reality show "Britney & Kevin: Chaotic".
Inizia con la Spears prima sdraiata su un'amaca, poi in una casa in bagno ed in salotto, mentre si accarezza la pancia ben sviluppata. Successivamente alza la testa e continua la sua canzone guardando da una finestra, per poi ridistendersi; infine appare il paesaggio davanti a lei, con un ultimo sfocamento della camera.

## Tracce e formati
| Japan CD Single (BVCQ-28030) 1. "Someday (I Will Understand)" — 3:37 2. "Chaotic" — 3:33 3. "Mona Lisa" — 3:25 4. "Over to You Now" — 3:42 5. "Someday (I Will Understand)" [Hi-Bias Signature Radio Remix] — 3:46 UK Promo CD (82876 722482) 1. "Someday (I Will Understand)" — 3:37 2. "Someday (I Will Understand)" [Instrumental] — 3:37 | Europe CD Single (82876 714272) 1. "Someday (I Will Understand)" — 3:37 2. "Someday (I Will Understand)" [Instrumental] — 3:37 3. "Someday (I Will Understand)" [Hi-Bias Signature Radio Remix] — 3:46 4. "Someday (I Will Understand)" [Leama & Moore Remix] — 9:18 Europe 2-Track CD (82876 714282) 1. "Someday (I Will Understand)" — 3:37 2. "Someday (I Will Understand)" [Hi-Bias Signature Radio Remix] — 3:46 |

## Remix e altre versioni
- Album Version — 3:37
- Instrumental — 3:37
- Ford Radio Mix — 3:51
- Ford Club Mix — 5:56
- Gota Remix (featuring MCU) [Demo] — 3:50
- Gota Remix (featuring MCU) — 4:42 (Only available on the Japanese Version of "B in the Mix: The Remixes")
- Hi-Bias Singanture Radio Remix — 3:46
- K-Klub Remix
- Leama & Moor Remix — 9:18
- Leama & Moor Dub — Unreleased

## Classifiche
| Classifica (2005) | Posizione massima |
| ----------------- | ----------------- |
| Austria           | 32                |
| Belgio (Fiandre)  | 17                |
| Belgio (Vallonia) | 11                |
| Danimarca         | 8                 |
| Finlandia         | 15                |
| Germania          | 22                |
| Norvegia          | 18                |
| Svezia            | 10                |
| Svizzera          | 8                 |
| Ungheria          | 6                 |